# Чашинский район
Чашинский район — административно-территориальная единица в составе Уральской, Челябинской и Курганской областей, существовавшая в 1923—1963 годах. Центр — село Чаши.
Чашинский район был образован в составе Курганского округа Уральской области в ноябре 1923 года.
В 1930 году окружное деление в СССР было отменено и район перешёл в прямое подчинение Уральской области.
17 января 1934 года Чашинский район вошёл в состав Челябинской области.
В феврале 1943 года Чашинский район вошёл в состав Курганской области. В это время район включал 22 сельсовета: АБанниковский, Белоусовский, Брылинский, Жикинский, Житниковский, Зарослинский, Иткульский, Камаганский, Козловский, Кособродский, Лебяжьевский, Локтинский, Мендерский, Могилевский-1, Могилевский-2, Новоиковский, Пустуевский, Пьянковский, Салтосарайский, Тукманский, Чашинский и Чимеевский.
14 июня 1954 года были упразднены Белоусовский, Жикинский, Иковский, Иткульский, Козловский и Могилевский-1 с/с. Одновременно Могилевский-2 и Чимеевский с/с были объединены в Могилевский с/с.
24 ноября 1955 года из Юргамышского района в Чашинский были переданы пгт Красный Октябрь и Окуневский с/с.
18 февраля 1960 года были упразднены Зарослинский и Салтосарайский с/с. 27 августа 1962 года были упразднены Тукманский и Мендерский с/с, а Могилевский и Лебяжьевский с/с объединились в Чимеевский с/с.
1 февраля 1963 года Чашинский район был упразднён, а его территория в полном составе передана в Каргапольский район.